# NGC 668
NGC 668 je galaksija u zviježđu Andromeda. Pripada galaktičkom skupu Abell 262. Otkrio ju je astronom Édouard Stephan, 4. prosinca 1880.

## Vanjske poveznice
- SEDS: NGC 0668